# 基尔电视塔

基尔电视塔

基尔电视塔（Fernmeldeturm Kiel）坐落于基尔市，建成于1972年，是石勒苏益格-荷尔斯泰因州的一个现代象征。塔高230米，主要用于定向服务和电视信号、高频和超高频信号的传输，不提供参观服务。电视塔工作站的直径有40米。由于石勒苏益格-荷尔斯泰因州的最高峰本克斯山（Bungsberg）只有168米高，所以基尔电视塔是该州名副其实的“最高点”。